# Arbeitsgericht Bad Hersfeld

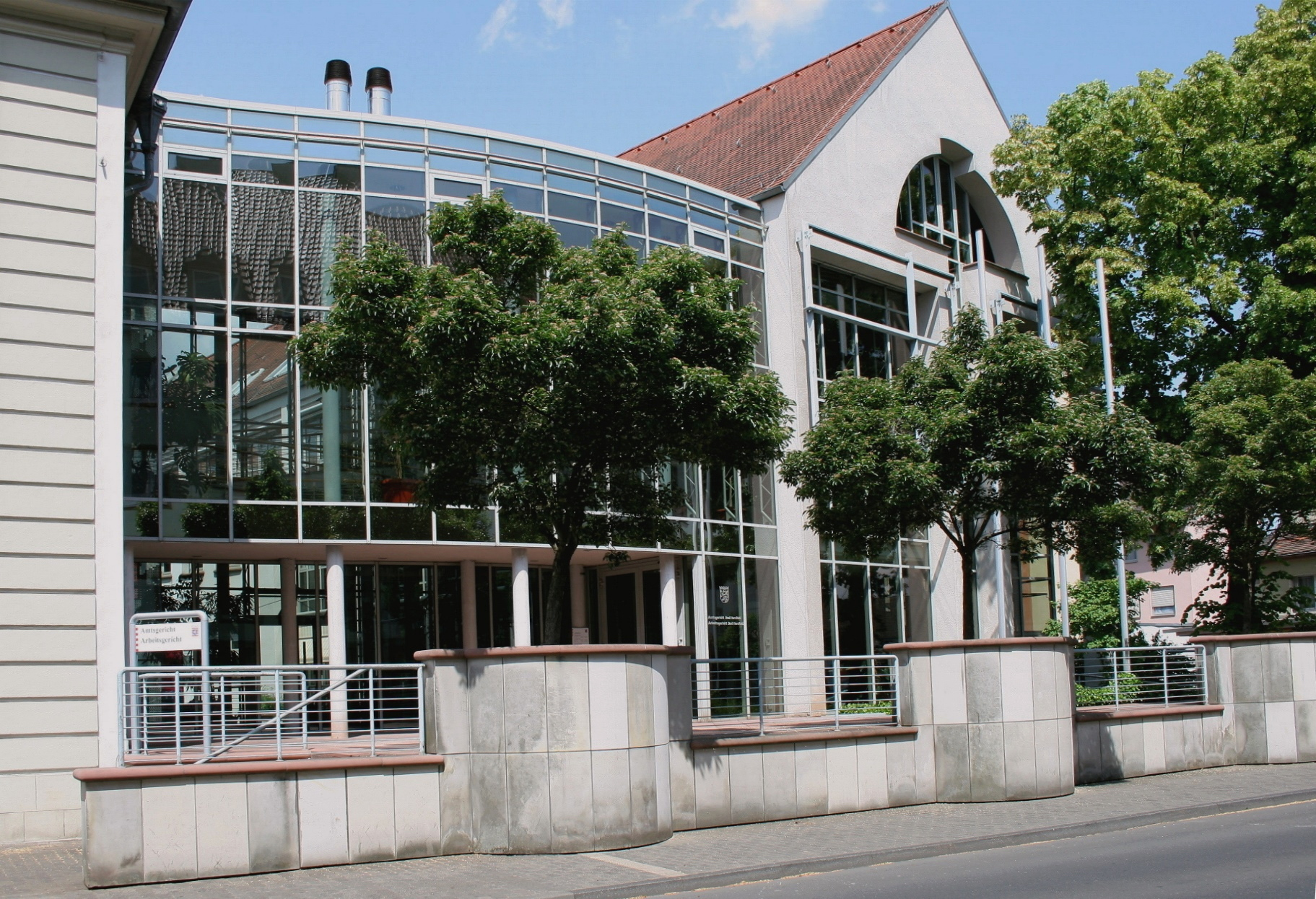
Gerichtsgebäude (2007)

Das Arbeitsgericht Bad Hersfeld (bis 1949: Arbeitsgericht Hersfeld) war ein Gericht der Arbeitsgerichtsbarkeit und eines der ehemals zwölf hessischen Arbeitsgerichte.

## Geschichte
Gemäß Arbeitsgerichtsgesetz vom 23. Dezember 1926 wurden in Deutschland Arbeitsgerichte gebildet. Diese waren nur in der ersten Instanz organisatorisch selbstständige Gerichte, die Landesarbeitsgerichte waren den Landgerichten zugeordnet. Am Landgericht Kassel entstand so 1927 das Landesarbeitsgericht Kassel als einziges Landesarbeitsgericht im Bezirk des Oberlandesgerichtes Kassel. In Hersfeld entstand das Arbeitsgericht Hersfeld. Sein Sprengel umfasste den Bezirke der Amtsgerichte Friedewald, Hersfeld, Nentershausen, Niederaula, Oberaula, Rotenburg an der Fulda und Schenklengsfeld. Es bestand eine gemeinsame Kammer für Arbeiter und Angestellte und eine Kammer für Handwerk. Der Sprengel des Gerichtes blieb räumlich von den Änderungen und Aufhebung der Amtsgerichte im Jahr 1932 und in den Kriegsjahren unberührt.
Nach der Besetzung Deutschlands durch die Alliierten wurden 1945 zunächst alle Gerichte geschlossen. Die ordentlichen Gerichte wurden schon bald wieder eröffnet, während die Arbeitsgerichte zunächst nicht wieder eingerichtet wurden, so dass arbeitsgerichtliche Streitigkeiten von den ordentlichen Gerichten erledigt werden mussten. Gemäß Kontrollratsgesetz 21 sollten in Deutschland Arbeitsgerichte aufgebaut werden. In Hersfeld wurde das Arbeitsgericht neu gebildet. Sein Sprengel umfasste nun die Amtsgerichtsbezirke Eschwege, Bad Hersfeld, Rotenburg und Sontra.
Mit der Umbenennung von Hersfeld in Bad Hersfeld änderte sich 1949 auch der Name des Arbeitsgerichtes in Arbeitsgericht Bad Hersfeld. Dem Arbeitsgericht Bad Hersfeld war nun das Hessische Landesarbeitsgericht und im weiteren Rechtszug das Bundesarbeitsgericht übergeordnet.
Zum 31. Dezember 2011 wurde das Arbeitsgericht Bad Hersfeld geschlossen. Die Aufgaben gingen für den Bereich des Werra-Meißner-Kreises an das Arbeitsgericht Kassel und für die anderen Orte an das Arbeitsgericht Fulda über. Die frei werdenden Räume werden vom Amtsgericht Bad Hersfeld genutzt werden. Dieses nimmt die Aufgaben des aufgelösten Amtsgerichtes Rotenburg an der Fulda auf und benötigt entsprechend mehr Räumlichkeiten.

## Gerichtssitz und -bezirk
Das Gericht hatte seinen Sitz in Bad Hersfeld in der Dudenstraße 10.
Das Arbeitsgericht Bad Hersfeld war zuletzt örtlich zuständig für Rechtsstreitigkeiten aus dem Landkreis Hersfeld-Rotenburg sowie den Städten und Gemeinden Berkatal, Eschwege, Herleshausen, Meinhard, Meißner, Ringgau, Sontra, Waldkappel, Wanfried, Wehretal und Weißenborn aus dem Werra-Meißner-Kreis.
Die sachliche Zuständigkeit ergab sich aus dem Arbeitsgerichtsgesetz.